# Wayfinder
Wayfinder es un lujoso buque de abasto o barco auxiliar, de un tipo conocido en inglés como supply vessel, shadow cat, shadow boat ó support yatch, cuya función es abastecer a un yate de placer con combustible, víveres, repuestos, empleados de mantenimiento, y de embarcaciones de recreo de menor tamaño.  Tiene una eslora de 68 metros y una manga de 14 metros.  Es un catamarán.  Sus tanques de combustible son de 200,000 litros, lo cual equivale a 52,834 galones de los EE. UU.  En 2021, navegaba bajo la bandera del paraíso fiscal de las Islas Caimán.

## Construcción
El yate es de construcción multicasco, específicamente, catamarán; esto es, cuenta con dos cascos en paralelo, en aluminio, y cuenta con cuatro cubiertas.  Fue construido por los Astilleros Armón Burela, empresa asentada en Navia, Asturias, en su astillero de Burela, en La Mariña Central, Galicia; se trata del mayor buque construido por el astillero.   El diseño es de Incat Crowther, una empresa australiana, y con la asistencia técnica de YCTS, que es compañía estadounidense.  El diseño interior es por Oliver Design, empresa vasca.  Sus dimensiones son 68.2 metros de eslora, 14 de manga, y 2.40 de calado.  Tiene helipuerto.  Posee un hangar interno que contiene helicóptero, bote salvavidas, amén de varias embarcaciones de recreo, que incluyen motos náuticas (o de agua), lanchas rápidas, equipos de buceo, quads, motos, y un minisubmarino.  Es capaz de portar tres lanchas auxiliares de hasta 12 metros de eslora cada una en el hangar, y dos de menor tamaño en cubierta.
Por sus dimensiones, se le considera un megayate.  La tripulación consiste en 18 empleados.
La velocidad máxima de Wayfinder es de 21 nudos, que equivale a 39 kilómetros por hora, merced a dos motores de 3,850 caballos de vapor cada uno, y que consumen combustible diesel.
La embarcación fue botada el 10 de diciembre de 2020, y es solamente el segundo buque de servicio (o auxiliar) del mundo que es catamarán.  Inusitadamente, fue botado el barco sin ser bautizado, a fin de mantener las dudas sobre el verdadero nombre del yate.

## Funciones
La función principal del yate es de apoyar, soportar, o auxiliar al yate principal del armador.  De hecho, aparte de la tripulación, Wayfinder dispone de instalaciones para 14 pasajeros, quienes forman parte del equipo técnico de yate primario.  La embarcación dispone de amplias cubiertas y bodegas de las que puede hacerse múltiples usos.  En noviembre de 2021, en Turquía, se reportó que podría haber transportado 30 guardaespaldas.
Al igual que toda otra embarcación moderna, cuenta con un basurero interno, de tal forma que los desechos sólidos se depositan en puerto.  Adicionalmente, lleva la lavandería, despensas, talleres y almacenes de repuestos.

## Propietarios
La embarcación pertenece a Bill Gates, quien ha alquilado algotra embarcación como yate principal y empleado a Wayfinder como buque de abasto.  Gates ha desmentido ser el propietario.  Durante la construcción era imposible revelar al propietario, debido a una estricta "confidencialidad blindada" por contrato; empero, se reveló que se trataba de uno de los primeros puestos de adinerados según la revista Forbes.
Gates puso a la venta Wayfinder en 2024.